# Scarus taeniopterus
La lora princesa o loro ñángaro (Scarus taeniopterus) es una especie de peces de la familia Scaridae en el orden de los Perciformes.

## Morfología
Los machos pueden llegar alcanzar los 35 cm de longitud total.

## Distribución geográfica
Habita en los mares desde las Bermudas, el sur de la Florida y las Bahamas, hasta Brasil, incluido el Caribe.